# Яльчигулово
Яльчигу́лово (баш. Ялсығол) — деревня в Учалинском районе Республики Башкортостан Российской Федерации. Входит в состав Тунгатаровского сельсовета. 

## География
Расстояние до:
- районного центра (Учалы): 69 км,
- ближайшей железнодорожной станции (Курамино): 39 км.

## Население
| 2002 | 2009 | 2010 |
| ---- | ---- | ---- |
| 78   | ↗92  | ↘75  |

### Национальный состав
Согласно переписи 2002 года, преобладающая национальность — башкиры (99 %).